# Édouard Claparède
Pour les articles homonymes, voir Claparède.
Ne doit pas être confondu avec René-Édouard Claparède.

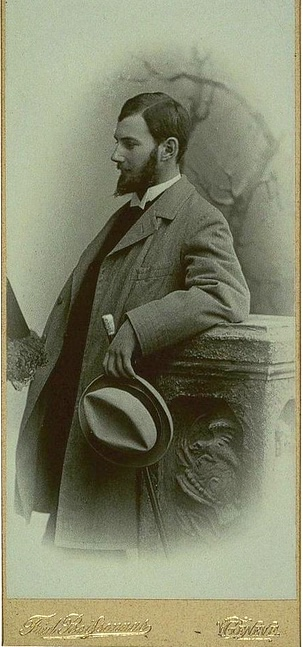
Édouard Claparède vers 1900.

Édouard Claparède, né le 24 mars 1873 à Genève et mort le 28 septembre 1940 dans la même ville, est un neurologue et psychologue suisse. Ses principaux centres d'intérêt sont la psychologie de l'enfant, l'enseignement et l'étude de la mémoire, notamment dans le domaine du témoignage.
Il est le fondateur et directeur de l’Institut Jean-Jacques Rousseau de Genève.

## Famille
Fils et petit-fils de pasteurs, Édouard Claparède est issu d’une famille de huguenots français du Languedoc émigrés à Genève à la suite de la révocation de l’Édit de Nantes ; il fait partie du milieu intellectuel et protestant genevois. Un de ses oncles est également connu sous le nom d'Édouard Claparède (René-Édouard Claparède, 1832 - 1871), zoologiste de renom et disciple de Darwin. Il a pour cousin Théodore Flournoy, qui crée en 1892 un laboratoire de psychologie dans le cadre la Faculté des sciences de l’Université de Genève.

## Biographie
S’intéressant très tôt à la biologie et à la zoologie, Claparède fait des études de médecine et obtient son diplôme de médecine en 1897. Parallèlement il s’oriente vers la psychologie. En 1901, il fonde, avec son cousin germain Théodore Flournoy alors titulaire de la chaire de psychologi physiologique de l'université de Genève, la revue les Archives de psychologie et devient en 1904 directeur du laboratoire de psychologie à la faculté des sciences de l'université de Genève, où il est titulaire de la chaire de psychologie.
Dès 1904 il s'intéresse aux enfants des classes d'adaptation, dits « arriérés » ou « anormaux », afin d'établir des typologies d'enfants, de créer un enseignement efficace et de former les institutrices à la psychologie pédagogique.
En février et mars 1910, il contrôle le médium Francesco Carancini pendant plusieurs séances et en conclut à de la fraude.
Intéressé par la psychanalyse, il participe au premier congrès international de psychanalyse en 1908 à Salzbourg et rencontre Freud en 1912. Il est président de la Société Psychanalytique de Genève, qui dut se dissoudre à la suite d'une tentative ratée de prise de contrôle par Sabina Spielrein, sur commande de Freud, qui la jugeait trop indépendante par rapport à lui.
Les autorités politiques genevoises sont hostiles à ses idées pédagogiques ; pour promouvoir celles-ci, Claparède crée en 1912 l’école des sciences de l’éducation, devenue Institut Jean-Jacques Rousseau. C'est d'abord une institution privée, mais avec des liens étroits avec l’université (cours communs, enseignants communs). En 1929 l'institution est rattachée à l’Université et y est pleinement intégrée en 1948. Cette institution est un centre de formation des éducateurs, centre de recherche, centre de documentation (à terme il donne naissance au Bureau international de l’éducation) et centre de diffusion des préceptes de la réforme pédagogique et du respect des droits de l’enfant.

Dès 1921 il y offre à Jean Piaget une charge de chef de travaux, qui permet à ce dernier de réaliser de nombreuses recherches sur la genèse des notions scientifiques ; de plus la notoriété de Claparède, nourrie entre autres par ses très nombreux échanges avec les psychologues du monde entier, facilitent une rapide reconnaissance des travaux de Piaget comme leader en psychologie génétique de l’intelligence. 
Au cours de sa carrière, Claparède aborde des questions de perception, de psychologie animale (comme son étude de 1913 sur les chevaux d'Elberfeld), de psychologie juridique (il étudie en détail les mécanismes du témoignage), de psychologie de l’enfant, de pédagogie (l'Éducation nouvelle par exemple) qu'il nomme "éducation fonctionnelle" en se référant au philosophe et psychologue Stanley Hall, et aux philosophes pragmatistes William James et John Dewey. Ses idées sont marquées par le concept de fonction adaptative issu de ses préoccupations biologiques qu’il applique à la vie mentale. S’opposant aux théories associationnistes, Claparède montre que l’intelligence est une fonction active d’adaptation aux situations nouvelles. Face à une situation inconnue le sujet procède à des tâtonnements qui l’orientent dans la recherche d’hypothèses à vérifier. André Rey a été un de ses proches collaborateurs dès 1929.
Claparède se distingue par ses recherches dans le domaine de la fragilité du témoignage. Alors qu'il est enseignant à l'Université de Genève, il rédige un questionnaire de 15 questions à destination de ses étudiants. Ce questionnaire porte sur les locaux de cette même université et obtient 54 réponses. Aucune ne donne l’ensemble des réponses exactes. Les anciens qui fréquentent l’université depuis plusieurs années ne fournissent pas de meilleures réponses que les étudiants nouvellement arrivés. Claparède note la discordance entre quantité de témoignages obtenus pour un objet donné et exactitude de ces témoignages. De même, si 52 étudiants sur 54 donnent une réponse à une question simple portant sur une fenêtre qui faisait face à la loge du concierge, 44 sur les 52 en nient l’existence, alors qu'elle existe bien. Il en déduit que la concordance de témoignages n’est pas un critère de vérité.
Claparède mène d'autres expériences avec ses étudiants. Ainsi le lendemain d'une célèbre fête masquée, tenue chaque année à Genève (dans les écoles au mois de juin), une personne masquée fait irruption dans l'amphithéâtre où Claparède fait son cours de psychologie judiciaire. L'individu se met à gesticuler et à proférer des paroles plus ou moins incompréhensibles. Claparède le met à la porte. L'incident dure vingt secondes. Claparède demande à ses étudiants un témoignage au travers d'un questionnaire composé de onze questions. La moyenne des réponses exactes est de quatre et demie uniquement. Notamment une majorité déclare que le foulard est rouge alors que l'individu, engagé par Claparède pour créer l'incident, porte un foulard brun clair et blanc. Ainsi Claparède est l'un des premiers à montrer que les témoins répondent davantage en fonction du degré de probabilité des choses qu'en fonction de ce qu'ils ont observé. C'est pourquoi, l'anarchie amenée dans la salle de classe par cet individu ne pouvait qu'émaner d'un révolutionnaire, dont chacun sait que, s'il porte un foulard, ce dernier ne peut être que rouge,.

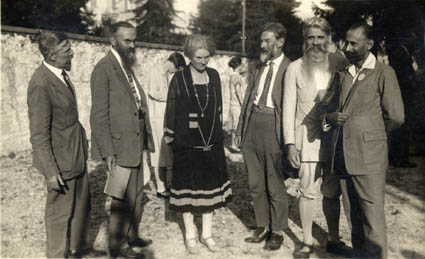
Beatrice Ensor avec, de gauche à droite, Ovide Decroly, Pierre Bovet, Édouard Claparède, Paul Geheeb et Adolphe Ferrière, lors d'une conférence de la Ligue internationale pour l'éducation nouvelle, années 1920.

En 1913 Mina Audemars et Louise Lafendel créent la Maison des petits sur son instigation.
Claparède est l’un des deux ou trois psychologues qui ont profondément nourri la psychologie de Piaget, notamment par sa psychologie de l’enfant et par sa psychologie de l’intelligence.
Claparède se distingue par ses investigations dans le domaine de la neuropsychologie de la mémoire. Il imagina une expérience restée fameuse, destinée à tester l'hypothèse que le traumatisme d'un évènement douloureux était conservé même en cas de perte de la mémoire à court terme. Il examinait une patiente amnésique dont la mémoire ancienne et les capacités de raisonnement étaient intactes mais incapable de se souvenir de son passé récent. Bien que venant la saluer tous les jours, Claparède n'était jamais reconnu par la patiente. Au cours d'une séance de cette expérience, il cacha une épingle dans sa main avec laquelle il piqua la patiente en lui serrant la main. Le lendemain, la patiente ne le reconnut toujours pas, mais lorsque Claparède fit mine de lui serrer la main, il la vit hésiter comme si elle percevait une menace alors que sa mémoire était sévèrement altérée.
La notoriété de Claparède, ainsi que les très nombreux échanges qu’il avait avec les psychologues du monde entier, ont facilité une reconnaissance quasi immédiate.

### Vie privée
Édouard Claparède a épousé Hélène Spir (1873-1955), fille du philosophe russe African Spir (1837-1890) et ils eurent deux enfants : Jean-Louis, mort prématurément à l'âge de 35 ans le 21 avril 1937 et Eliane née le 2 novembre 1908.

## Postérité
Le collège Claparède, école d'enseignement post-obligatoire du canton de Genève porte actuellement son nom. En revanche, la place Claparède à Genève a été nommée en l'honneur de son oncle, René-Édouard Claparède (1832-1871), qui fut un biologiste de renom.

## Publications
(Voir aussi la « Bibliographie chronologique des Mélanges I-V » [PDF], sur unige.ch/archives (consulté en mars 2024) ; la « liste des publications », sur persee ; et la « liste des publications », sur gallica.)
- [1898] « Perception stéréognostique et stéréo-agnosie », L'Année psychologique, vol. 5,‎ 1898, p. 65-81 (lire en ligne [sur persee]).
- [1903] L’Association des idées (Prix Amiel de la Faculté des Lettres de Genève 1903), Paris, Doin.
- [1905] Psychologie de l’enfant et pédagogie expérimentale (réimpr. 1909, 1911 (Kündig), [https://catalog.hathitrust.org/Record/009135192 1920 (Kündig), 1924 (Kündig), 1999 (Elibron Classics), 2016 (BiblioBazaar), 2017 (L'Harmattan)) (ISBN 2343135851, présentation en ligne).
- [1906] « Expérience sur le témoignage », Archives de psychologie, vol. 5, no 20,‎ 1906, p. 344-387.
- [1906] « Expériences collectives sur le témoignage et la confrontation », VIe congrès international d'anthropologie criminelle, Turin, vol. 1,‎ 1906, p. 856.
- [1909] La psychologie animale de Charles Bonnet, Genève, librairie Georg et Cie, 95 p. (lire en ligne [sur gallica]).
- [1910] Rapports et comptes-rendus du VIe Congrès international de psychologie (Genève, 2-7 août 1909, président Th. Flournoy), Genève, libr. Kündig, 877 p. (lire en ligne [sur gallica]).
- [1910] « La psychologie du témoignage », Bulletin de l'Union international de droit pénal, vol. 17,‎ 1910, p. 496.
- [1913] « Les chevaux savants d'Elberfeld », Conférence à la Société française de philosophie,‎ 13 mars 1913 (lire en ligne [PDF] sur Grandes Conférences en Psychologie, consulté en mars 2024).
- [1920] L'école sur mesure, Paris, Payot et Cie, 44 p. (présentation en ligne, lire en ligne [sur books.google.fr]).
- [1922] L'orientation professionnelle : ses problèmes et ses méthodes, Genève, Bureau international du Travail, coll. « Études et documents », série J « Enseignement » (no 1), octobre 1922, 83 p. (lire en ligne [sur gallica]).
- [1923] « Les méthodes d'éducation et la psychologie appliquée », Bulletin de la Ligue d'Hygiène Mentale, no 3,‎ 1923, p. 57-59.
- [1923] « Quelques remarques sur le subconscient », Archives suisses de neurologie et de psychiatrie (Schweiz archiv für Neurologie und Psychiatrie), t. XIII,‎ 1923, p. 200-205.
- [1924] Comment diagnostiquer les aptitudes chez les écoliers, Flammarion, coll. « Bibliothèque de philosophie scientifique ».
- [1931] L’Éducation fonctionnelle (réimpr. Fabert 2003).
- [1931] (fr + de) Mélanges (V : 1928-1931), Genève (présentation en ligne, lire en ligne [PDF] sur access.archive-ouverte.unige.ch).
- [1933] La Genèse de l’hypothèse, coll. « Archives de psychologie » (no 24) (résumé).
- [1940] Morale et Politique ou Les vacances de la probité, Neuchâtel, éditions de la Baconnière.

## Publications en collaboration
- [Edinger & Claparède 1909] (de) Ludwig Edinger et Édouard Claparède, Über Tierpsychologie; zwei Vorträge (Kongress für experimentelle Psychologie, 1908), Leipzig, J. A. Barth, 67 p. (présentation en ligne).

### Préfaces
- [Reymond-Nicolet 1922] Ernest Reymond-Nicolet (préf. Édouard Claparède), Je me détends : contrôle de soi-même par le relâchement musculaire, Neuchatel / Genève, éds. Forum, 60 p. (lire en ligne [sur gallica]).
- [Kaczynska 1935] Marie Kaczynska (préf. Édouard Claparède), Succès scolaire et intelligence, Neuchâtel / Paris, Delachaux et Niestlé, coll. « Collection d'actualités pédagogiques », 159 p. (lire en ligne [sur gallica]).

### Correspondances
- « Correspondance d'Édouard Claparède et Henri de Lacaze-Duthiers » [PDF], sur patrimoine.sorbonne-universite.fr (présentation en ligne, consulté en mars 2024).
- « Édouard Claparède - Hélène Antipoff. Correspondance (1914-1940) », édition établie et présentée par Martine Ruchat [PDF], Bibliothèque Histoire des sciences, sur archive-ouverte.unige.ch, Genève / Florence, éditions Leo S.Olschki, 2010 (présentation en ligne, consulté en mars 2024).